# Хинике (приток Кулу)
Хинике, в верховьях Форпост (устар. Синике) — река в России, протекает по Тенькинскому району Магаданской области. Длина реки — 115 км. Площадь водосборного бассейна — 2980 км².
Начинается под именем Форпост в лиственничном лесу, находящемся на правобережье Тас-Эльбеха. Течёт сначала на юго-восток мимо горы Форпост (1361 м), затем — на северо-восток до наледи у подножия горы Контас, где меняет направление течения на северное. В дальнейшем течёт по частично заболоченной долине, окружённой горами и расширяющейся в среднем и нижнем течении. В низовьях отклоняется к северо-западу. Впадает в Кулу в 123 км от её устья, образуя несколько рукавов.
Расход воды в 3,6 км выше устья Дудыкана — 23 м³/с.
На берегу реки стоит паровая электростанция ППЭС-40, созданная на базе вагона-мастерской немецкого производства и использовавшаяся для обеспечения электроэнергией лесозаготовительного участка в 1950-х годах.
В Хинике обитает популяция хариуса.

## Притоки
Объекты перечислены по порядку от устья к истоку.
- 10 км: ручей Лермонтова[5] (лв.)
- 11 км: Дудыкан[5] (лв.)
- 18 км: Лопатина[5] (пр.)
- 22 км: Интриган[5] (пр.)
- 32 км: Рогатина[5] (лв.)
- 46 км: Кэлик[5] (лв.)
- 46 км: Тас-Эльбех[3] (лв.)
- 54 км: Извилистый[3] (пр.)
- 55 км: Ветвистый[3] (пр.)
- 60 км: Снежный[3] (лв.)
- 68 км: Теряющийся[3] (пр.)
- 69 км: Ягельный[3] (лв.)
- 70 км: Безлюдный[3] (пр.)
- 73 км: Киенг[3] (пр.)
- 78 км: Контас (пр.)
- 83 км: Харон (лв.)
- 87 км: Тролль (пр.)
- 93 км: Ундина (пр.)
- 95 км: Тиран (лв.)

## Данные водного реестра
По данным государственного водного реестра России относится к Анадыро-Колымскому бассейновому округу, речной бассейн реки Колыма, речной подбассейн реки — Колыма до впадения Омолона, водохозяйственный участок реки — Колыма от истока до Колымской ГЭС.
Код объекта в государственном водном реестре — 19010100112219000004271.